# Chemnitz-Gablenz
Gablenz ist ein Stadtteil im Südosten von Chemnitz.

## Geographie
Angrenzende Stadtteile sind im Uhrzeigersinn, beginnend im Norden, das Yorckgebiet, Adelsberg, Bernsdorf, Lutherviertel und Sonnenberg.

## Geschichte

### Waldhufendorf
Das ehemalige Bauerndorf Gablenz – ein Waldhufendorf – wurde um 1200 (als Gabilencia) erstmals im Zinsregister des Chemnitzer Benediktinerklosters urkundlich erwähnt. Seinen Namen hat Gablenz nach dem gleichnamigen Bach erhalten, der den Ort durchfließt. Der Name stammt aus dem Slawischen und bedeutet „Apfelbaumbach“, er wurde 1888 zur Stadt Chemnitz hin überdeckt. Der Gablenzbach mündet unterirdisch in Höhe der heutigen Rochlitzer Straße in den Chemnitzfluss.
Das alte Waldhufendorf erstreckte sich einst von der Chemnitzer Johannisvorstadt im Westen bis nach Euba im Osten. Im Norden grenzte Gablenz an den Zeisigwald (heute als Yorckgebiet bekannt), der Nordosten reichte bis über den Sonnenberg hinaus. Im Jahr 1402 verkaufte das Chemnitzer Kloster den westlichen Teil des zum Kloster gehörenden Gablenz an die Stadt Chemnitz, womit sich die Flurgrenze bis zur heutigen Zeiß- und Jahnstraße verschob.
Mit der Auflösung des Chemnitzer Benediktinerklosters im Jahr 1547 kam Gablenz an das Amt Chemnitz. Wie viele umliegende Dörfer wurde auch Gablenz im Dreißigjährigen Krieg mehrfach verwüstet und ausgeplündert.

### Arbeitervorort und Eingemeindung
Die Chemnitzer Bannmeile verhinderte eine schnellere Entwicklung der Gemeinde, erst im 19. Jahrhundert siedelten sich beiderseits des Gablenzbaches Fabriken an. Wegen des dadurch einsetzenden Zuzugs entwickelte sich Gablenz zu einem Arbeitervorort, zum Beispiel mit Siedlungshäusern an der Geibel- und Clausstraße. Immer mehr wuchs Gablenz im Westen mit der Stadt Chemnitz zusammen und nahm an Bevölkerung zu. Schließlich wurde die Gemeinde am 1. April 1900 nach Chemnitz eingemeindet.

### Kirche St. Andreas

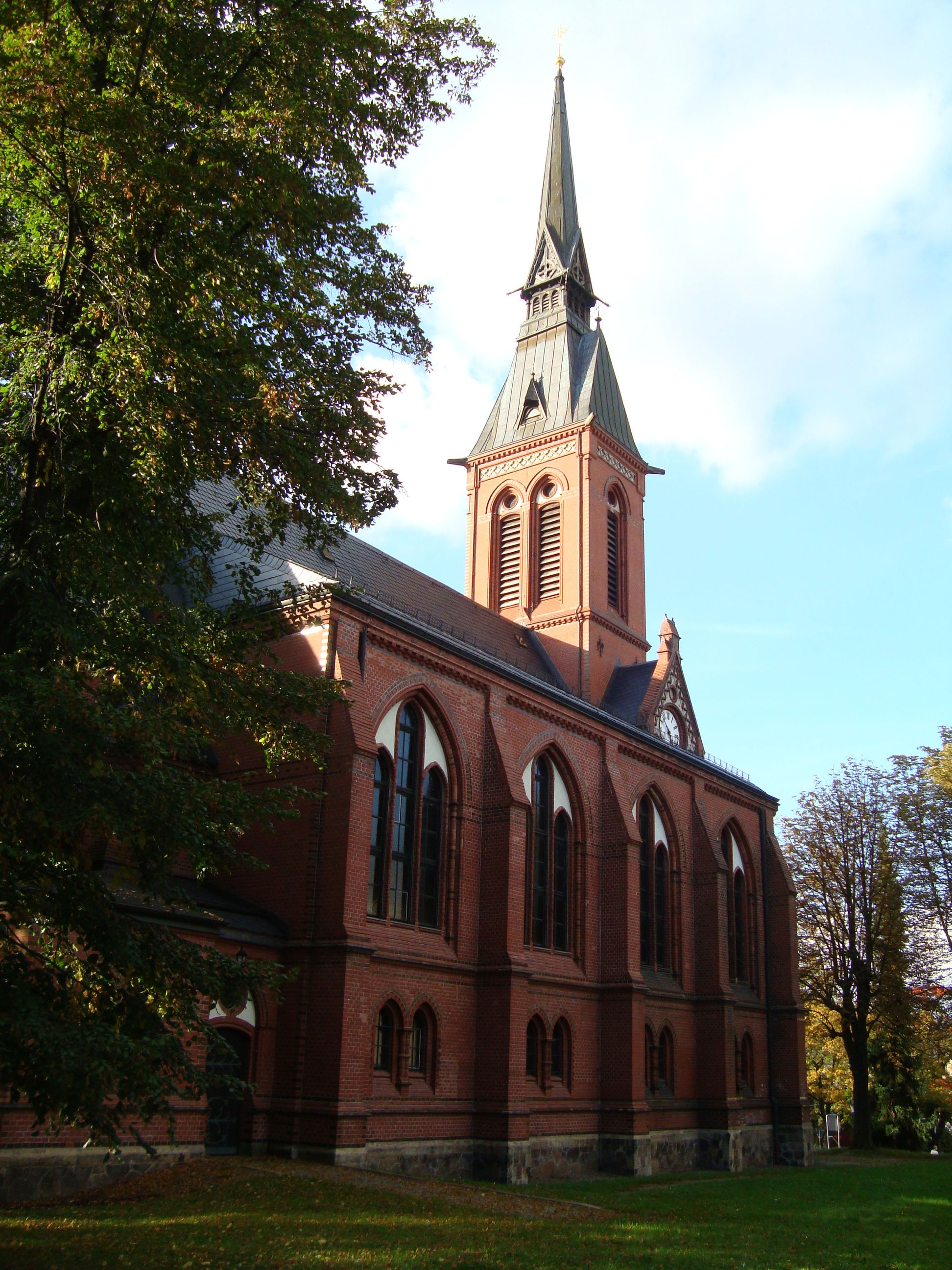
St.-Andreas-Kirche von 1889

Schon einige Jahre zuvor war der Bau einer neuen evangelisch-lutherischen Pfarrkirche nötig geworden. Am 1. Dezember 1889 war die Weihe der Gablenzer St.-Andreas-Kirche. Die Orgel war von der Firma Kreutzbach aus Borna eingebaut worden. 1899 erfolgte die Schenkung des Königlichen Ministeriums von zwei überlebensgroßen Figuren der Apostel Petrus und Paulus, die zu beiden Seiten oberhalb des Hauptportals angebracht wurden. Als es aber wegen der Eingemeindung des Dorfes Gablenz in die Stadt Chemnitz am 1. April 1900 notwendig wurde, der Kirche einen Namen zu geben und es in der Stadt bereits eine Petri- und eine Pauli-Kirche gab, konnte sie nicht den Namen einer der gestifteten Apostelfiguren erhalten. Man einigte sich auf den Namen „Sankt-Andreas-Kirche“.
Bei der Bombardierung von Chemnitz am 5. März 1945 wurde die Kirche durch eine Luftmine schwer beschädigt. Die Altarwand der Apsis war total zusammengebrochen. Schon 1948 nahm die Gemeinde den Wiederaufbau des Altarraumes in Angriff, man setzte aber aus Ersparnisgründen nur eine gerade Wand als Abschluss der Apsis. Diese wurde durch den Grafiker Heinz Dörjer mit dem Text der Bergpredigt in roter Schrift auf braunem Grund geschmückt. Die Wiedereinweihung erfolgte am 17. Oktober 1948.
Vor der Hundertjahrfeier der St. Andreas-Kirche 1989 nahm man eine gründliche Renovierung des Innenraumes vor. Man beseitigte schwarze Übermalungen, frischte den Schriftblock an der Wand hinter dem Altar auf und baute eine Heizung ein.
St. Andreas ist heute ein geschütztes Kulturdenkmal und zusammen mit der denkmalgeschützten Sachgesamtheit (=Bauensemble) St. Andreas-Friedhof in der Liste der Kulturdenkmale in Chemnitz-Gablenz verzeichnet.

### Entwicklung 1945 bis heute
Im östlichen Randgebiet von Gablenz entstand 1967 bis 1970 eine Siedlung mit Wohnblöcken in Plattenbauweise, die noch heute Hans-Beimler-Gebiet genannt wird. Eine weitere Plattenbausiedlung wurde im Nordosten in den Jahren 1970 bis 1974 als Wohngebiet Yorckstraße errichtet, das seit 1992/93 den Stadtteil Yorckgebiet bildet.
In der jüngeren Vergangenheit erfuhr Gablenz wegen der umfangreichen Sanierungen der Wohnquartiere einen großen Bevölkerungszuwachs. So wurden unter anderem die Wohngebiete Heimgarten, Sachsenring, Kreher- und Zschopauer Straße wiederbelebt. Auch die außerordentlich vielen Gartenanlagen zwischen den Wohnsiedlungen machen Gablenz zu einem beliebten Wohnort. In jüngster Zeit stagniert die Bevölkerungszahl (Stand 31. August 2020: 15.372, 2013 über 15.500).

## Wirtschaft und Infrastruktur

### Verkehr
Durch Gablenz führt die Chemnitzer Stadtbahnlinie 5 der Chemnitzer Verkehrs-Aktiengesellschaft (CVAG) mit den Haltestellen Reineckerstraße, Nürnberger Straße, Gablenzplatz, Arthur-Strobel-Straße, Pappelhain und Gablenz. Außerdem erreicht man den Stadtteil mit den Buslinien 43, 62 und 72, Ringbuslinie 82A/82B sowie der Nachtlinie N13; ein Zugang aus südlicher Richtung ist durch die Buslinie 33 möglich, im Nordosten durch die Linien 31 und 51. Längste Straße ist die Carl-von-Ossietzky-Straße, die nicht nur selbst durch zahlreiche Wohngebiete (beispielsweise Lutherviertel, Hans-Beimler-Gebiet) führt, sondern sich vor allem mit Straßen kreuzt, an denen bedeutende und teils denkmalgeschützte Siedlungen liegen (Heimgarten-Siedlung, Geibelstraße/Gartenstadt).

### Bildung

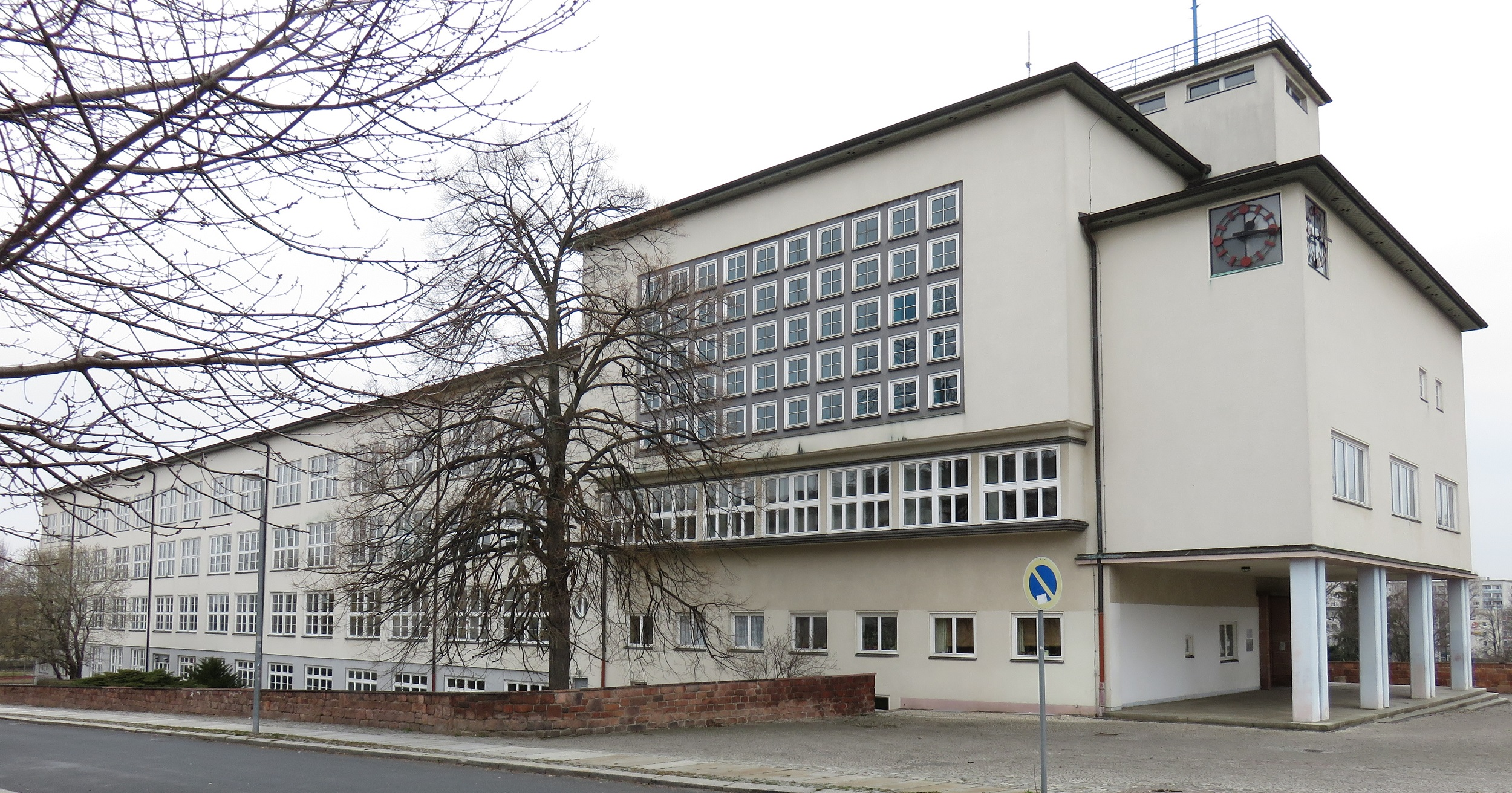
Diesterwegschule

Bis Februar 2008 befand sich in Gablenz das Johannes-Kepler-Gymnasium, das – wegen seiner erstklassigen Ausbildung im mathematisch-naturwissenschaftlichen Bereich – bis über die Grenzen der Stadt Chemnitz hinaus bekannt ist. Es ist in den Winterferien 2008 in die sanierte Schule auf der Humboldthöhe umgezogen. Auch die Friedrich-Adolf-Wilhelm-Diesterweg-Oberschule sowie die Gablenzer Oberschule und die Grundschule Gablenz (ehemals Ernst-Enge-Schule) sind zu nennen. Weiterhin befindet sich auf der Ernst-Enge-Straße die Freie integrative Montessori-Grundschule des Montessori-Vereins Chemnitz.

### Gablenz-Center
An der Ernst-Enge-Straße befindet sich das ehemalige Versorgungszentrum „Hans Beimler“. In den späten 1990er-Jahren wurde es komplett modernisiert und erweitert und trägt heute den Namen Gablenz-Center. Es bietet in kleineren und größeren Lebensmittel-, Drogerie- und Bekleidungsmärkten und bei einem Buchhändler Einkaufsmöglichkeiten. Eine zentrale Rolle erfüllt es, indem es unter anderem gastronomische Einrichtungen, Apotheke, Frisöre und je eine Post- und Bankfiliale beherbergt.

## Sehenswürdigkeiten

### Viele Kulturdenkmale und Ensembles
Die Liste der Kulturdenkmale in Chemnitz-Gablenz enthält die Kulturdenkmale des Stadtteils, die in der Denkmalliste vom Landesamt für Denkmalpflege Sachsen mit Stand vom 20. Juni 2013 erfasst wurden. Zusätzlich sind die aus der Denkmalliste gestrichenen Kulturdenkmale aufgeführt. Die meisten dieser geschützten Kulturdenkmale sind sehenswert, vor allem aber sind sie erhaltenswert.

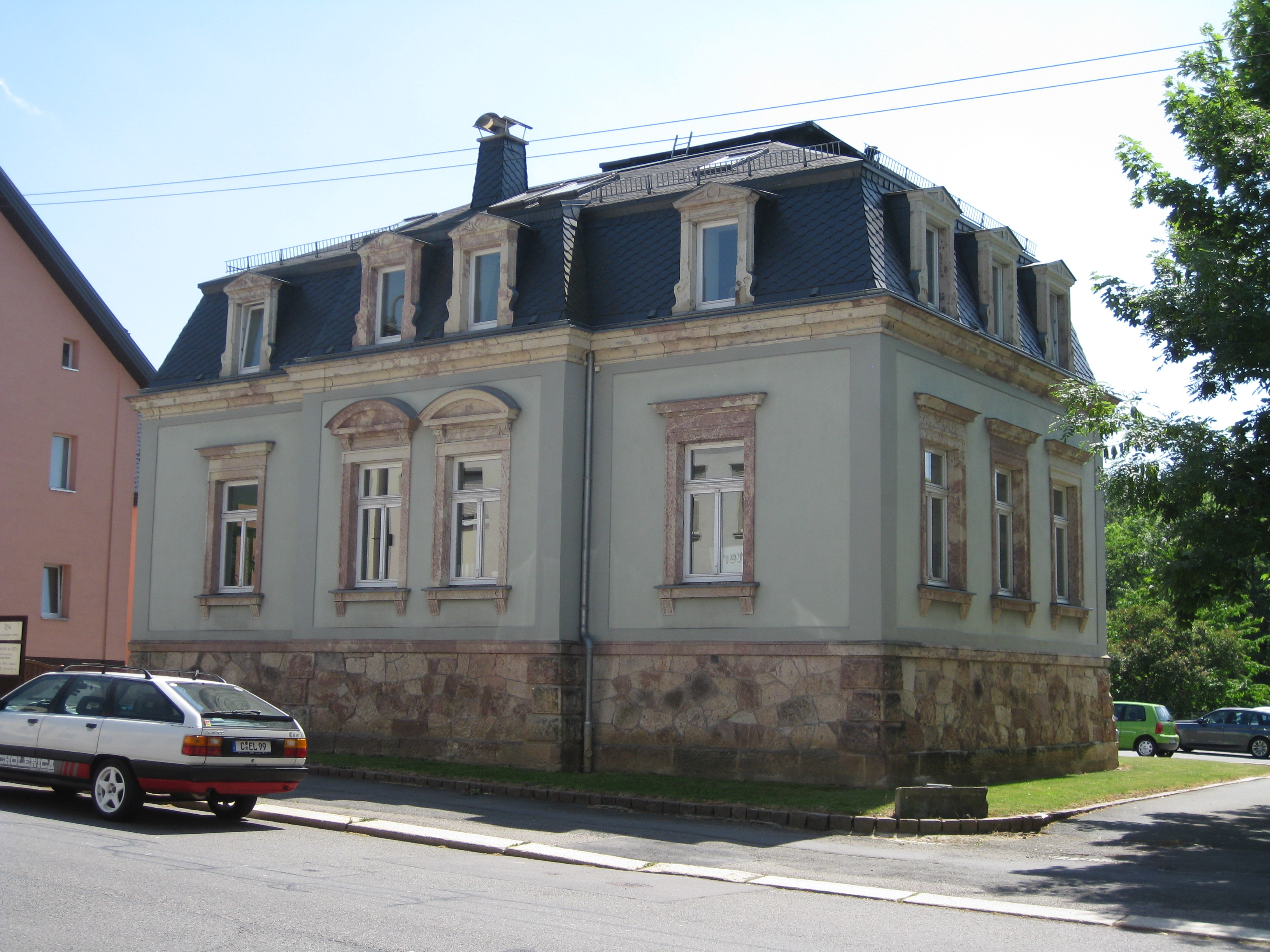
Villa mit Vorgarten
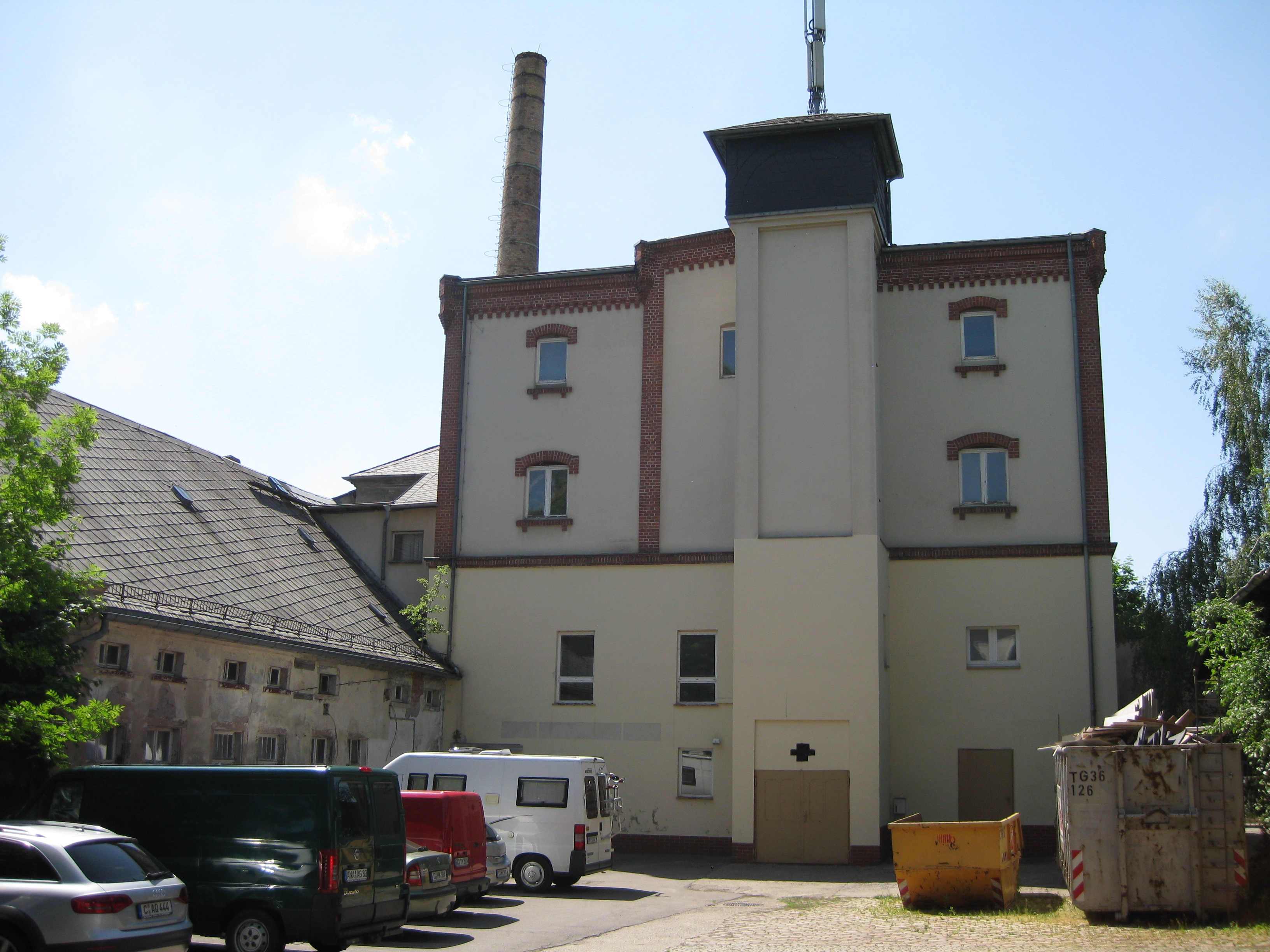
Brauerei, mit Vorgarten und Einfriedung
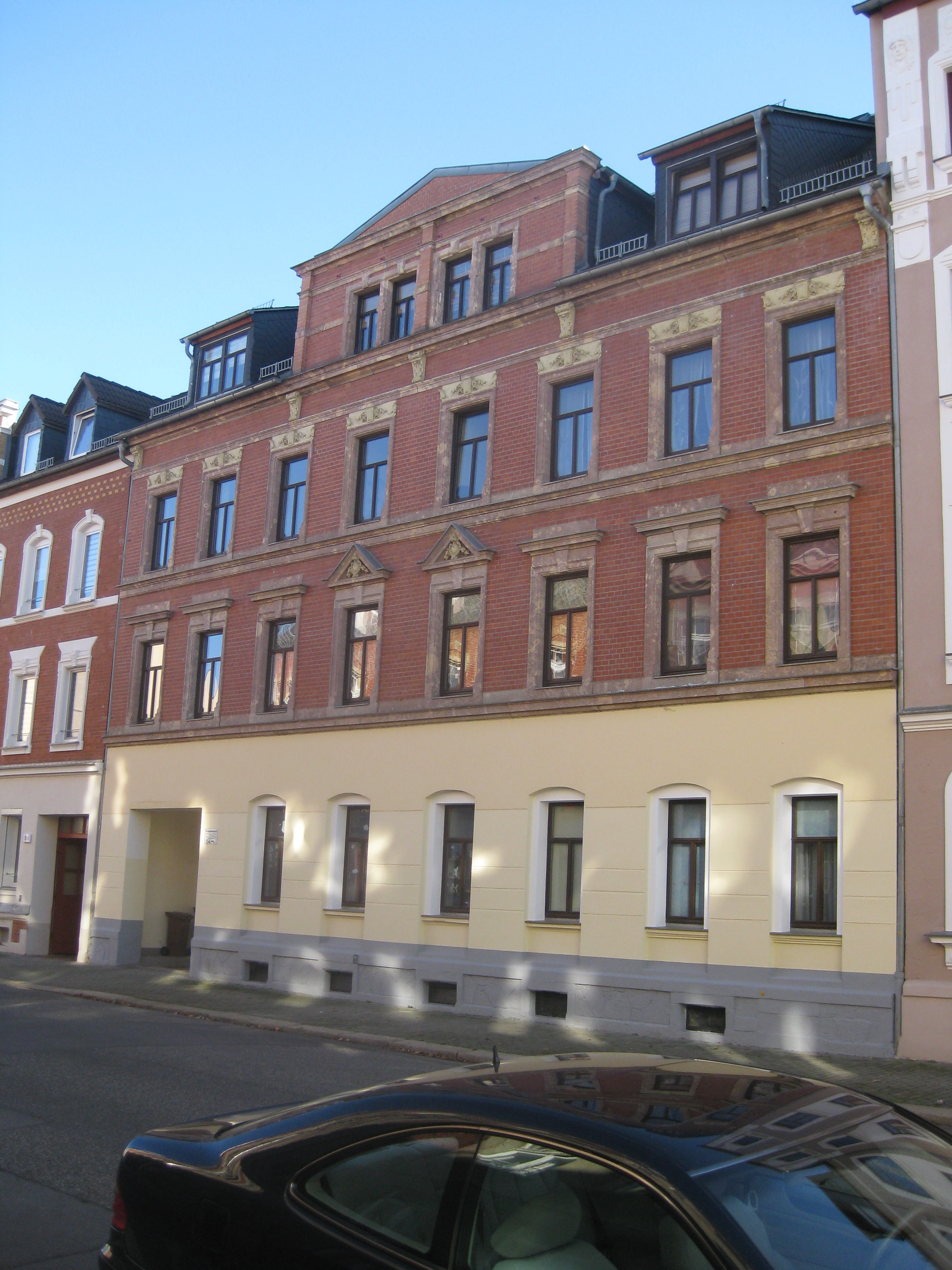
Mietshaus in Klinkermischbauweise
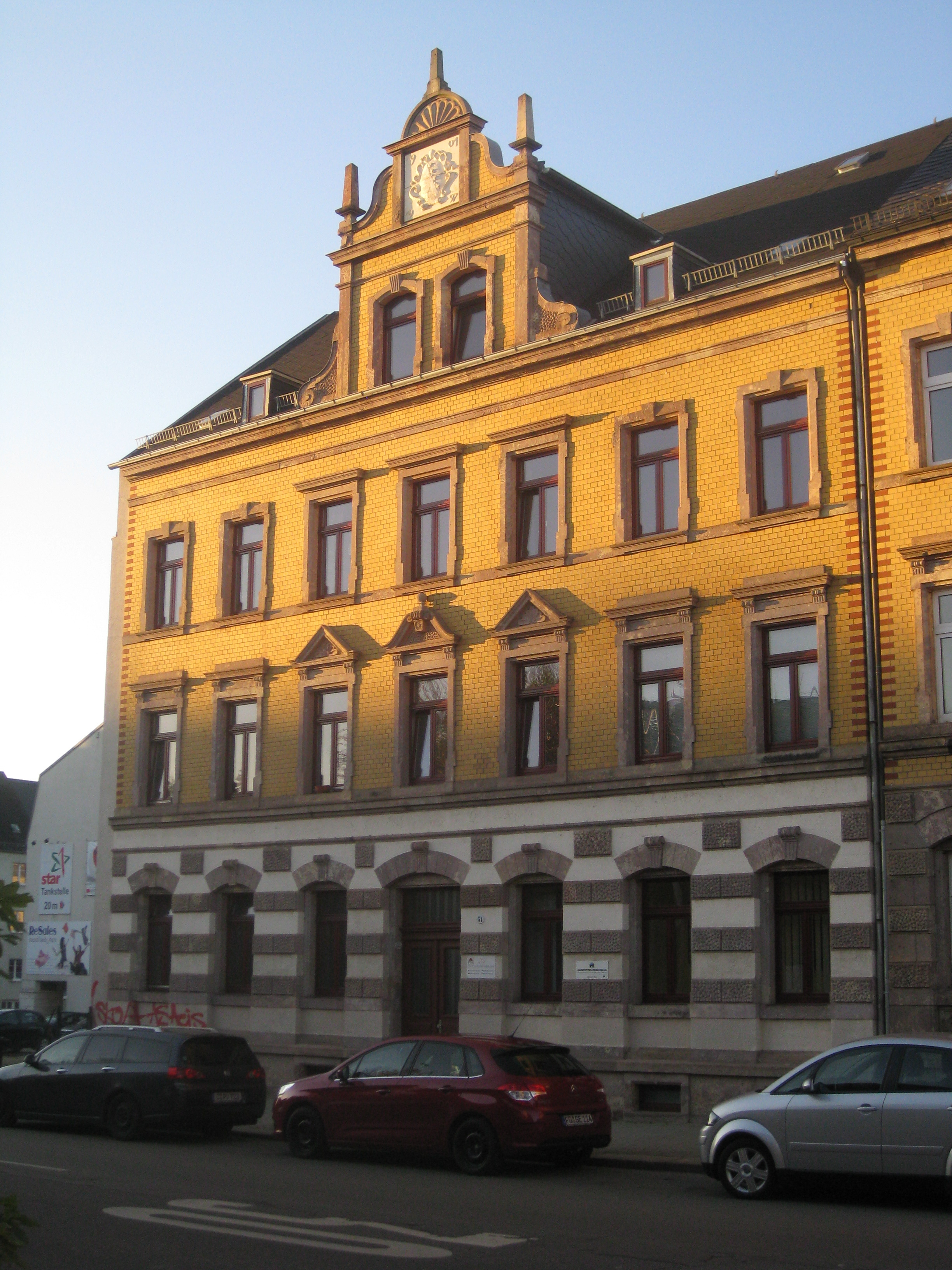
Mietshaus aus der Gründerzeit
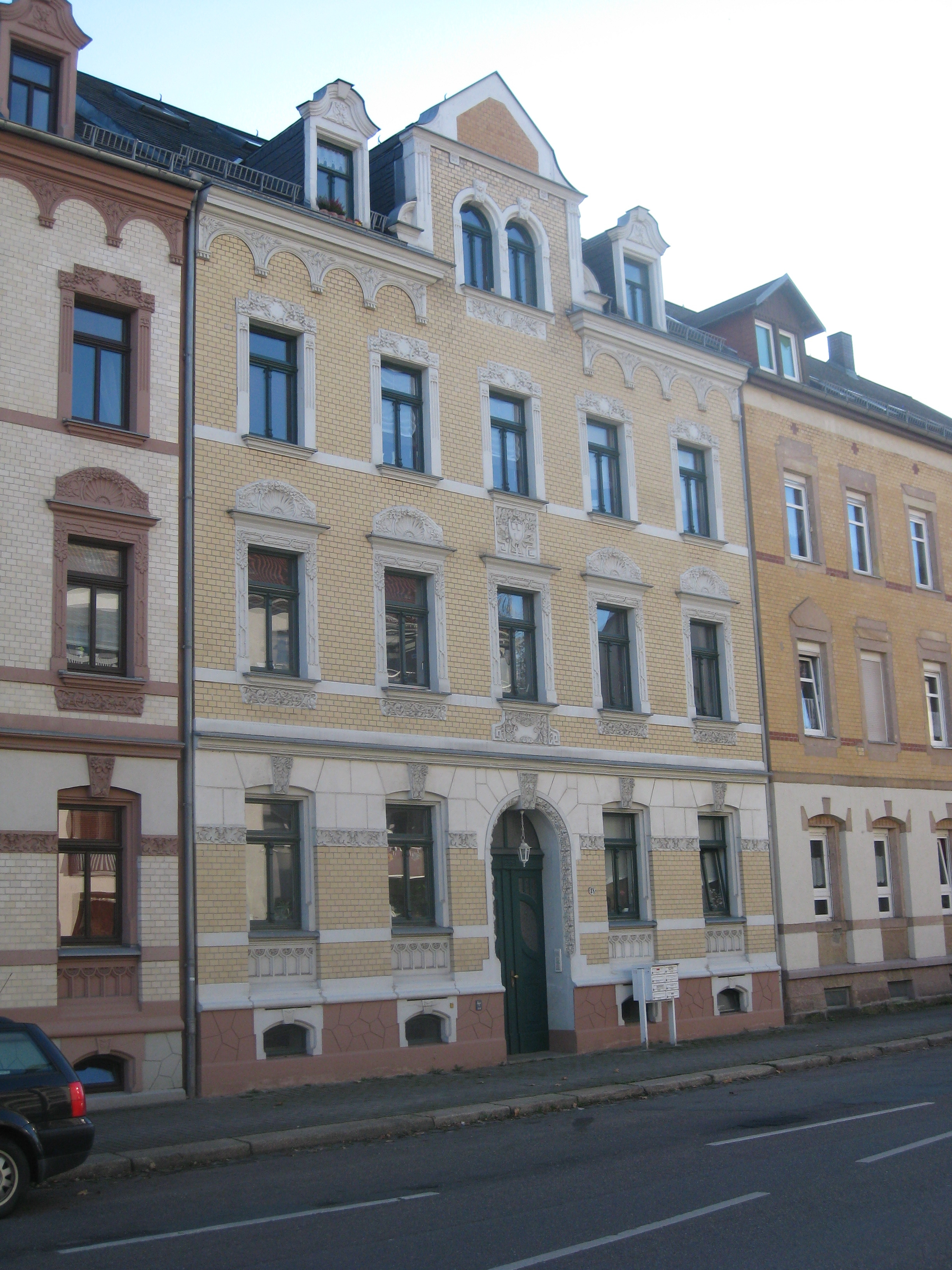
Mietshaus mit Jugendstilanklängen
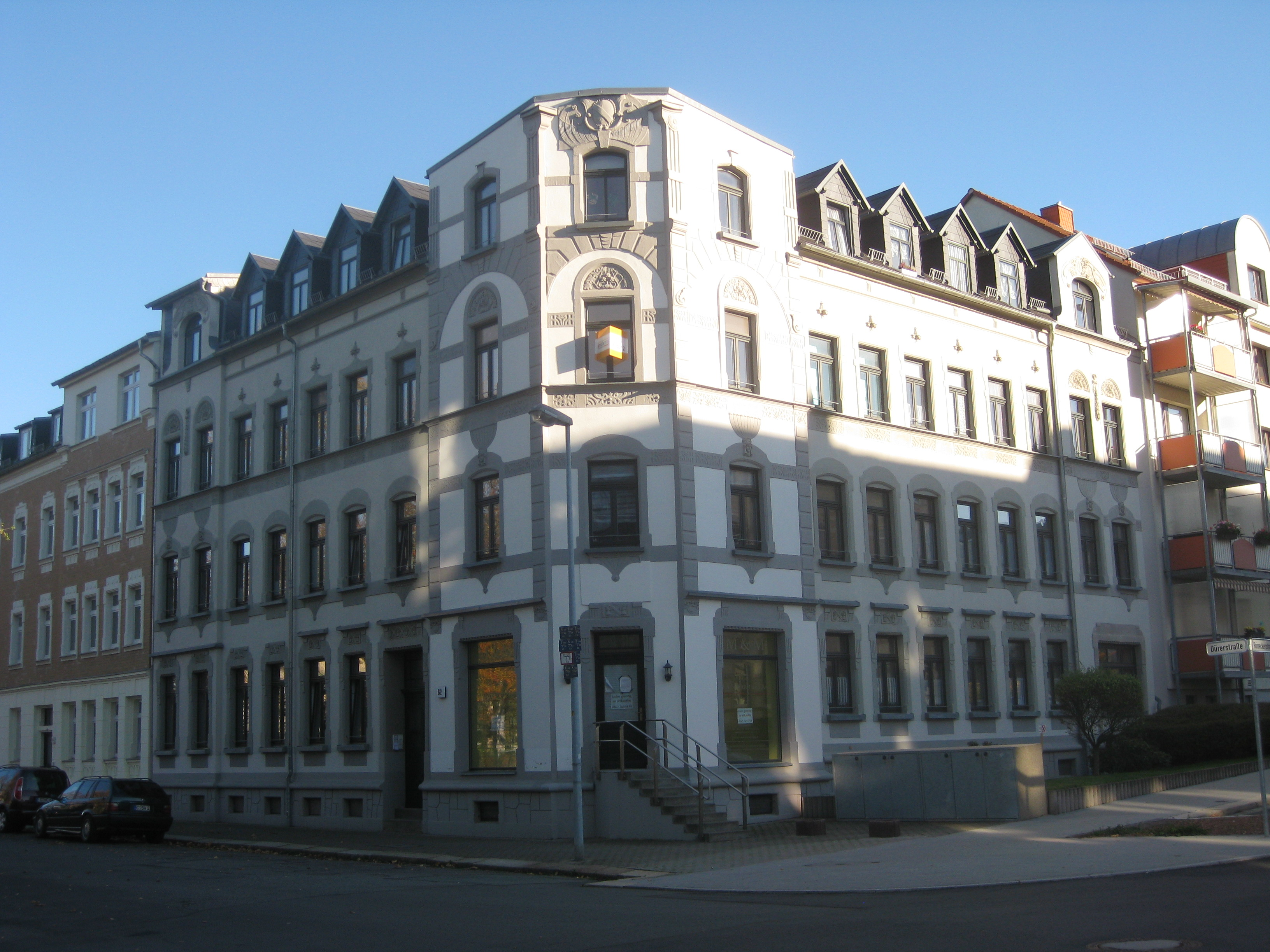
Mietshaus mit Laden
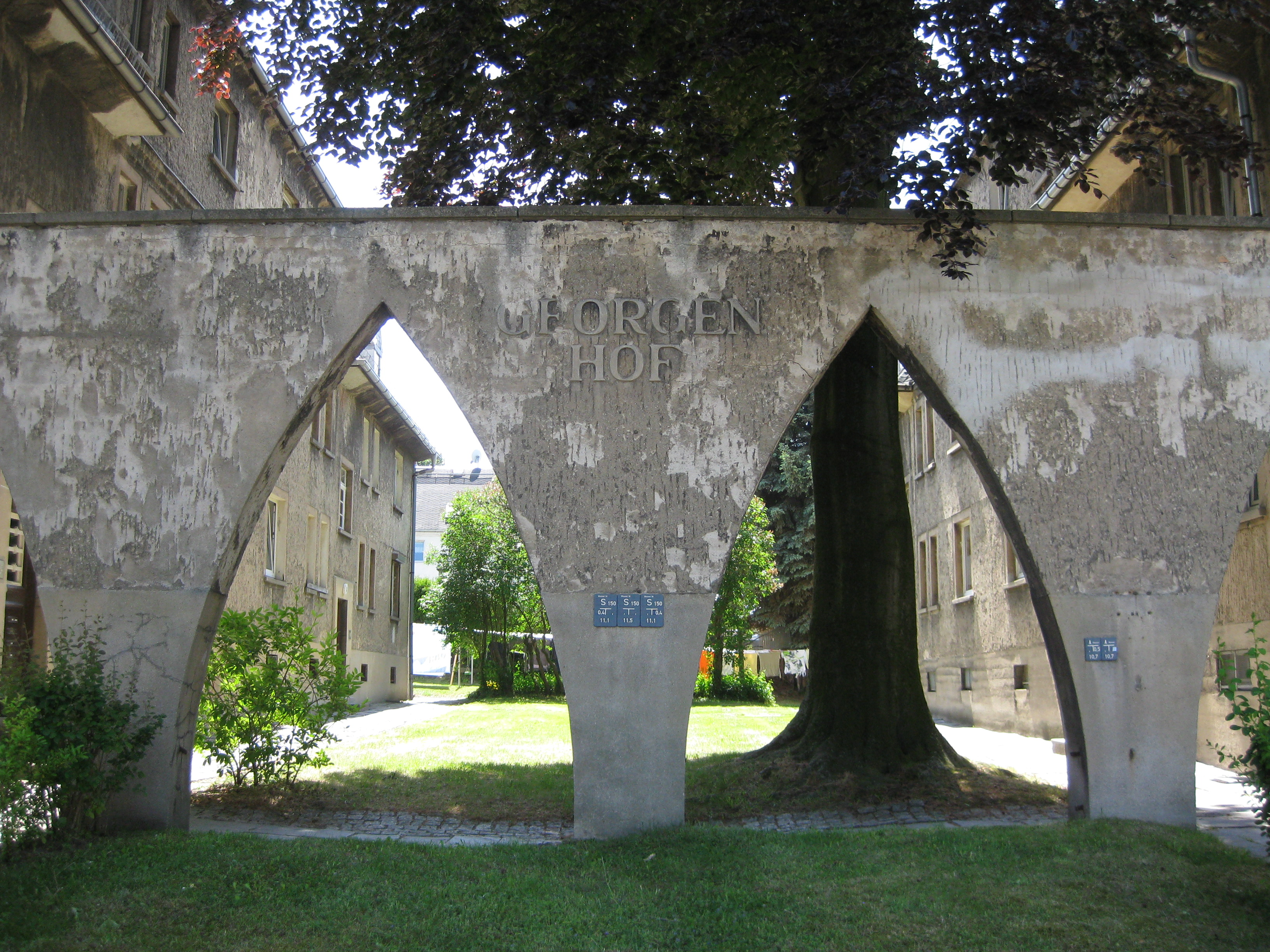
Ein kleiner Wohnhof
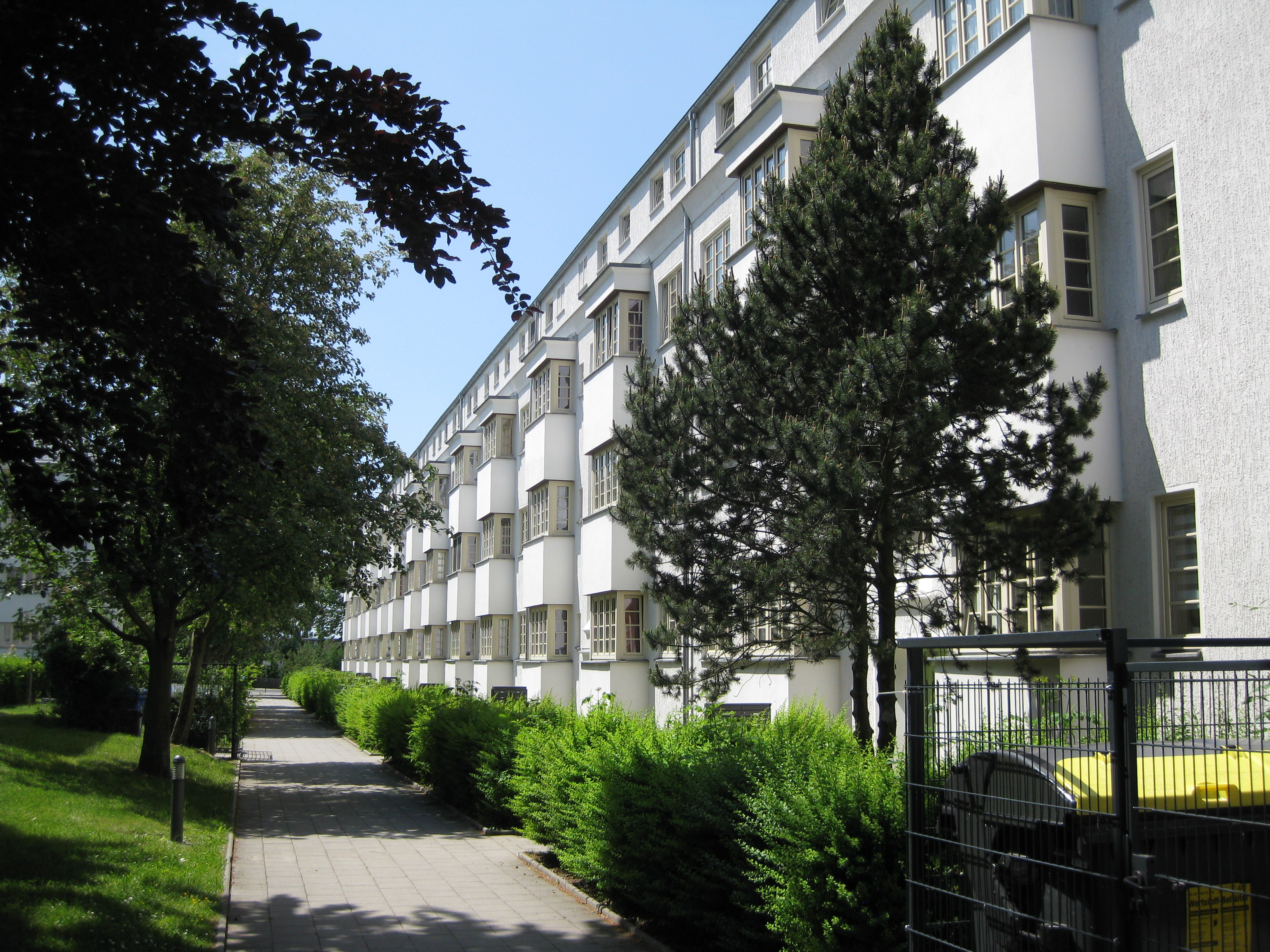
Siedlung Heimgarten
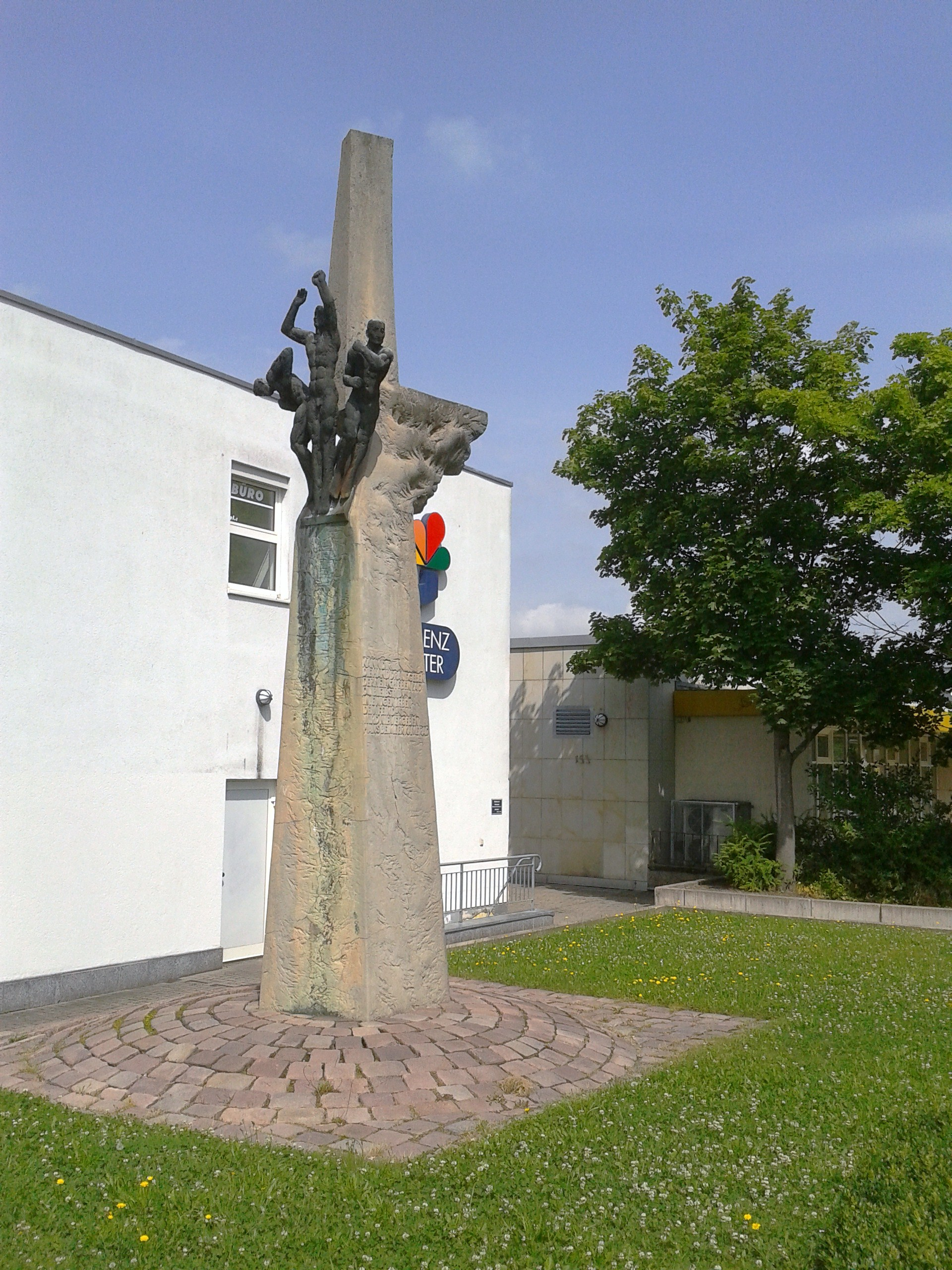
Hans Beimler Denkmal von Volker Beier

### Gartenstadt Gablenzsiedlung
Mitten im Herzen von Gablenz befindet sich die Sachgesamtheit Gartenstadt Gablenzsiedlung. Sie wird vom Denkmalamt beschrieben als in zwei Bauabschnitten von der Allgemeinen Baugenossenschaft für Chemnitz und Umgebung, der ältesten Chemnitzer Baugenossenschaft, errichtet, eindrucksvolle städtebauliche Komposition, straßenbegleitende Zeilen in Anpassung an sanft bewegtes Geländerelief, akzentuiert durch Kopfbauten an der Charlottenstraße und durch zentrale Platzanlage, traditionalistische Formensprache, baugeschichtlich, stadtentwicklungsgeschichtlich, sozialgeschichtlich und städtebaulich von Bedeutung.
Das außergewöhnliche architektonische Kleinod besticht durch seine stilvollen Außenanlagen und abwechslungsreiche, harmonische Fassadengestaltung. Die fast geschlossen erhaltene Siedlung wurde zwischen 1910 und 1937 erbaut und zwischen 1999 und 2003 denkmalschutzgerecht saniert. Im Jahr 2003 wurde die Gartenstadt mit dem Deutschen Bauherrenpreis ausgezeichnet.

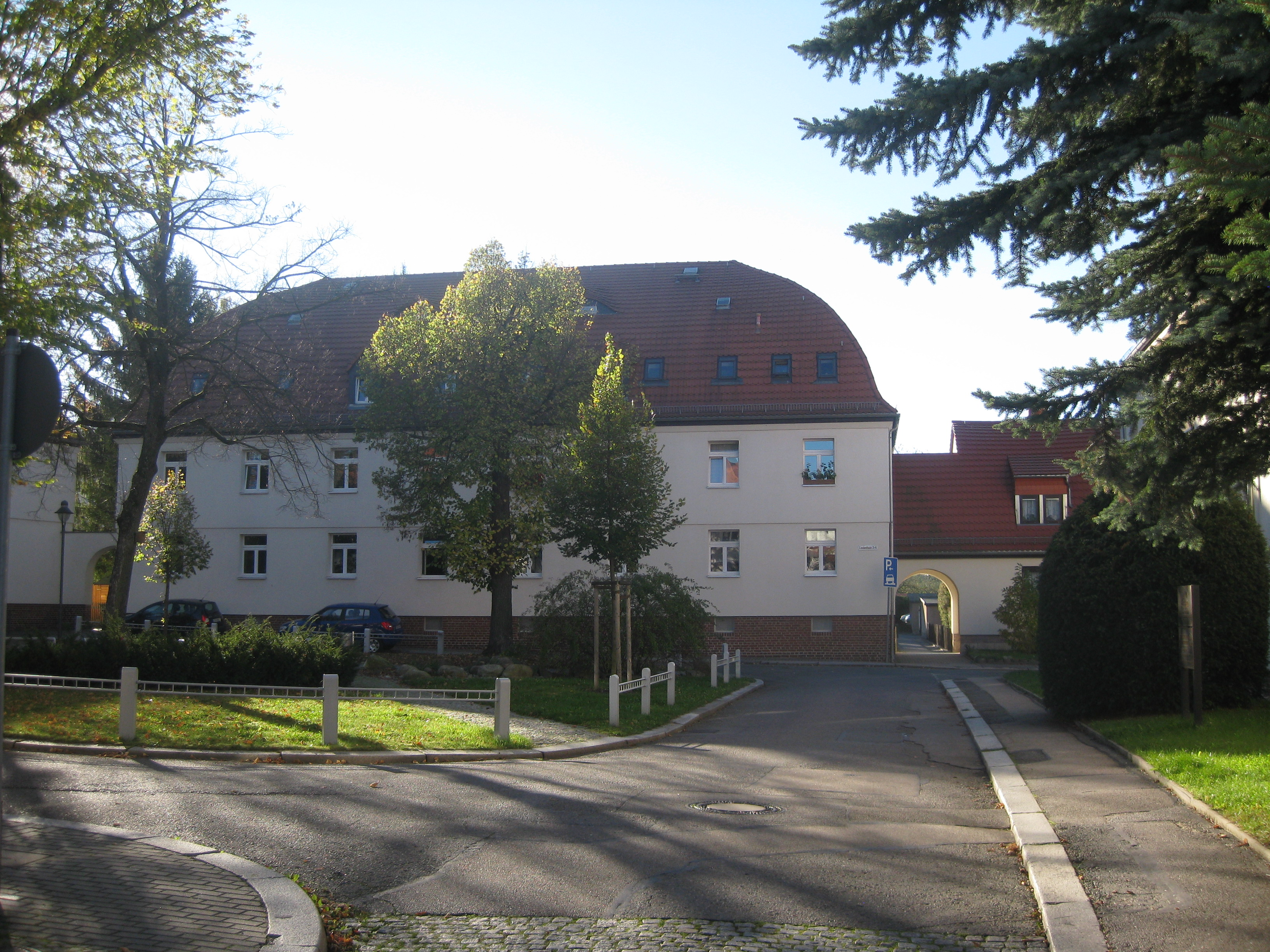
Lindenhain, Gartenstadt
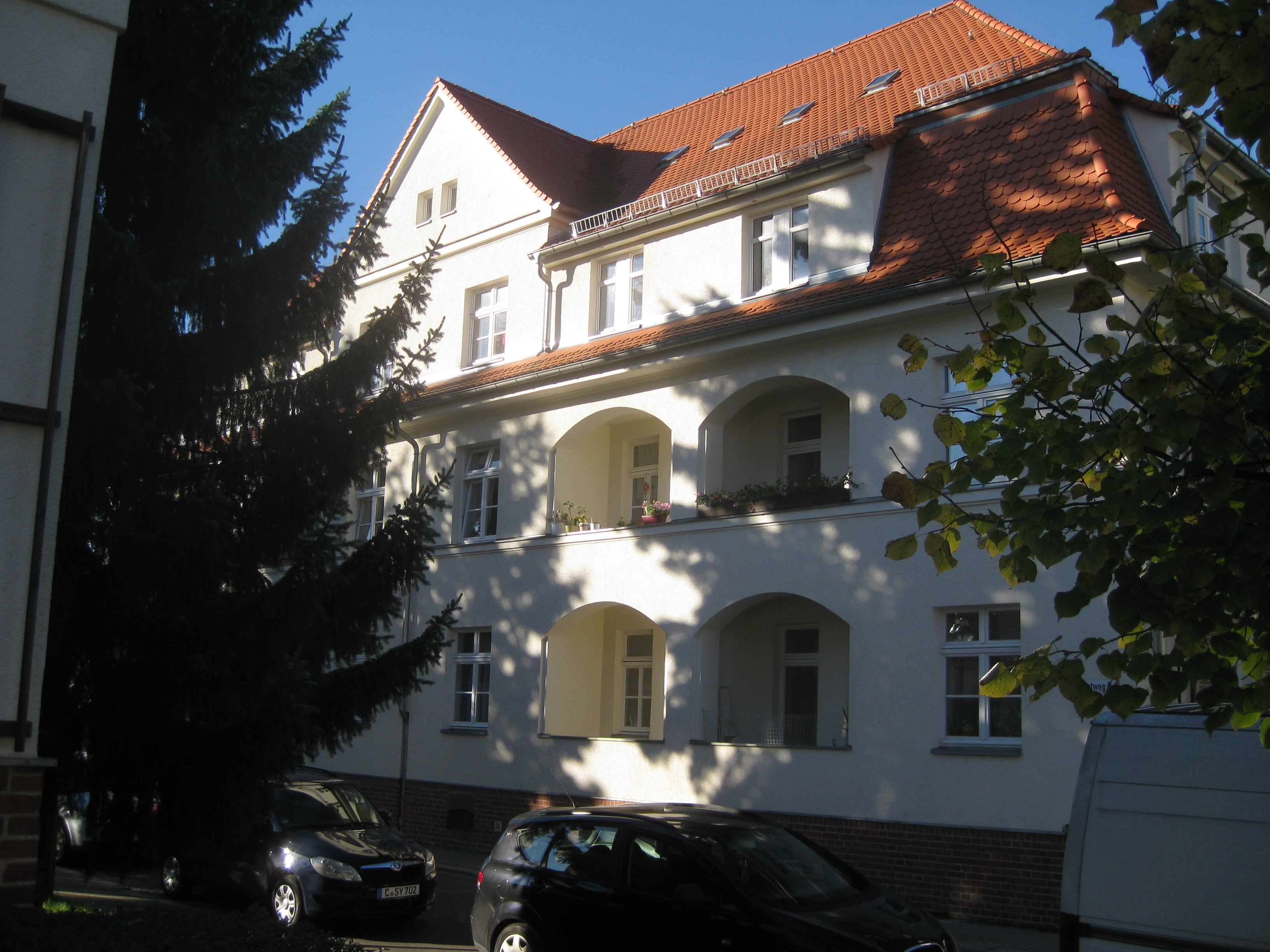
Postweg, Gartenstadt
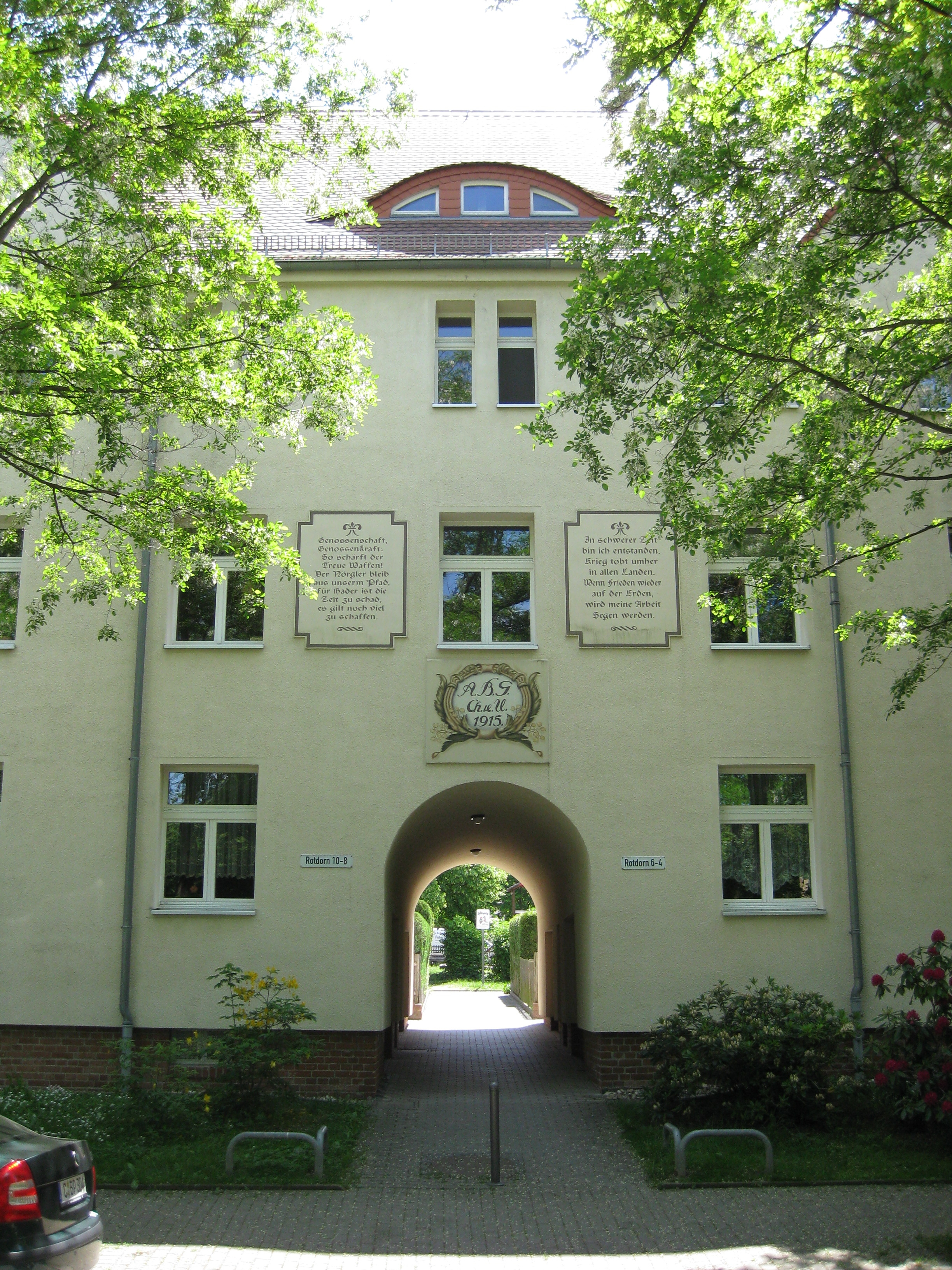
Rotdorn, Gartenstadt
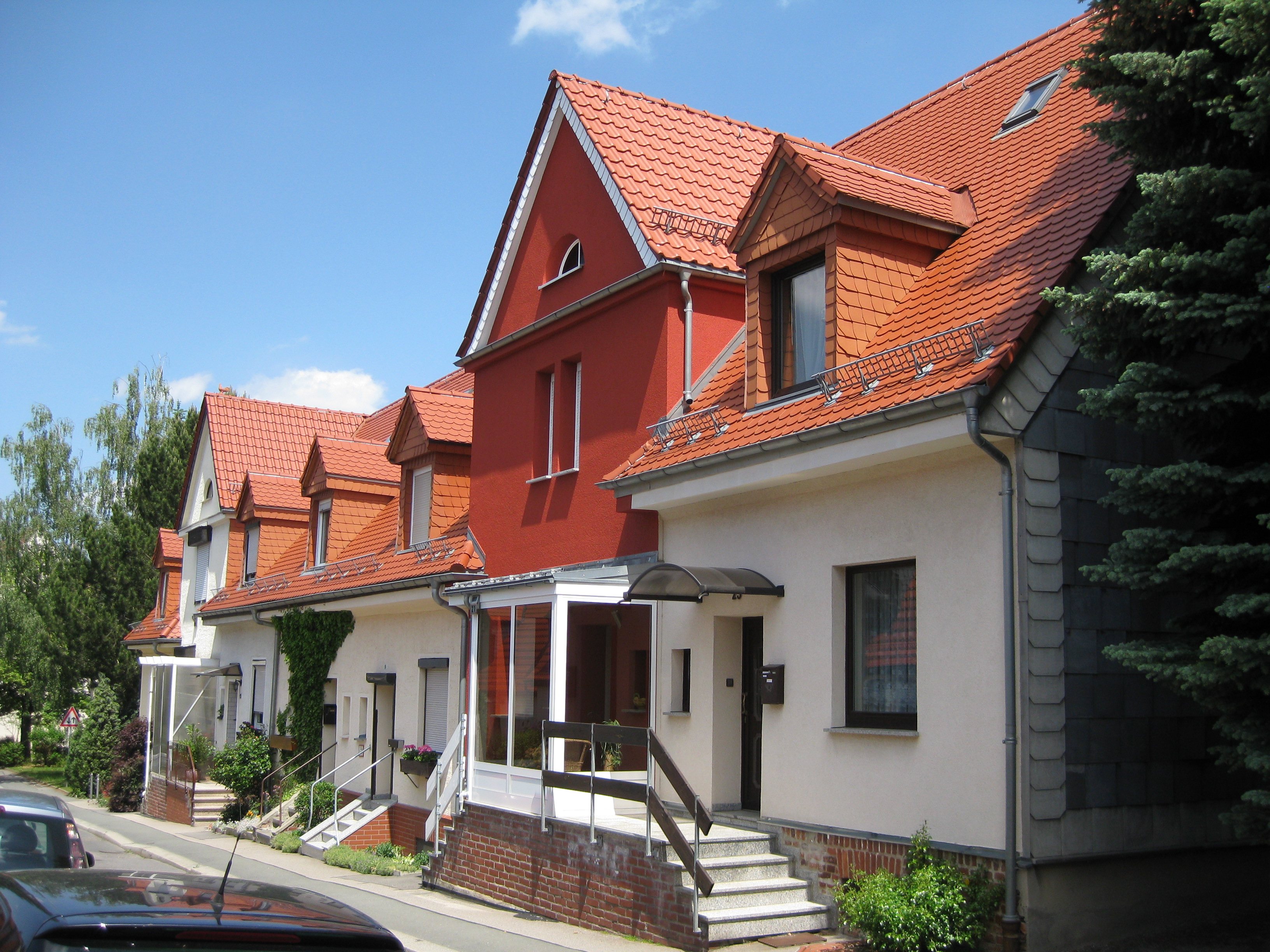
Krumme Zeile, Gartenstadt
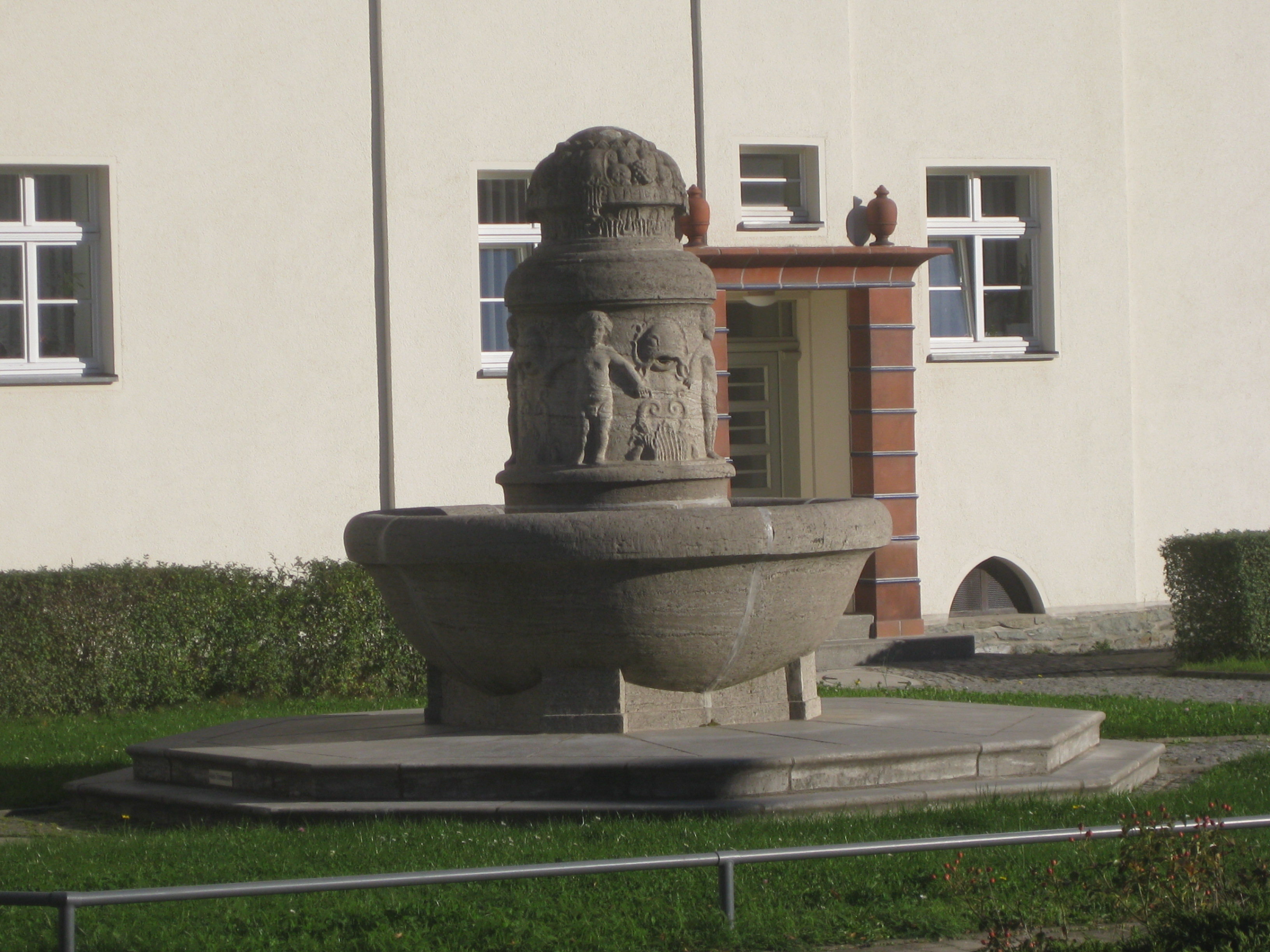
Brunnen in der Geibelstraße
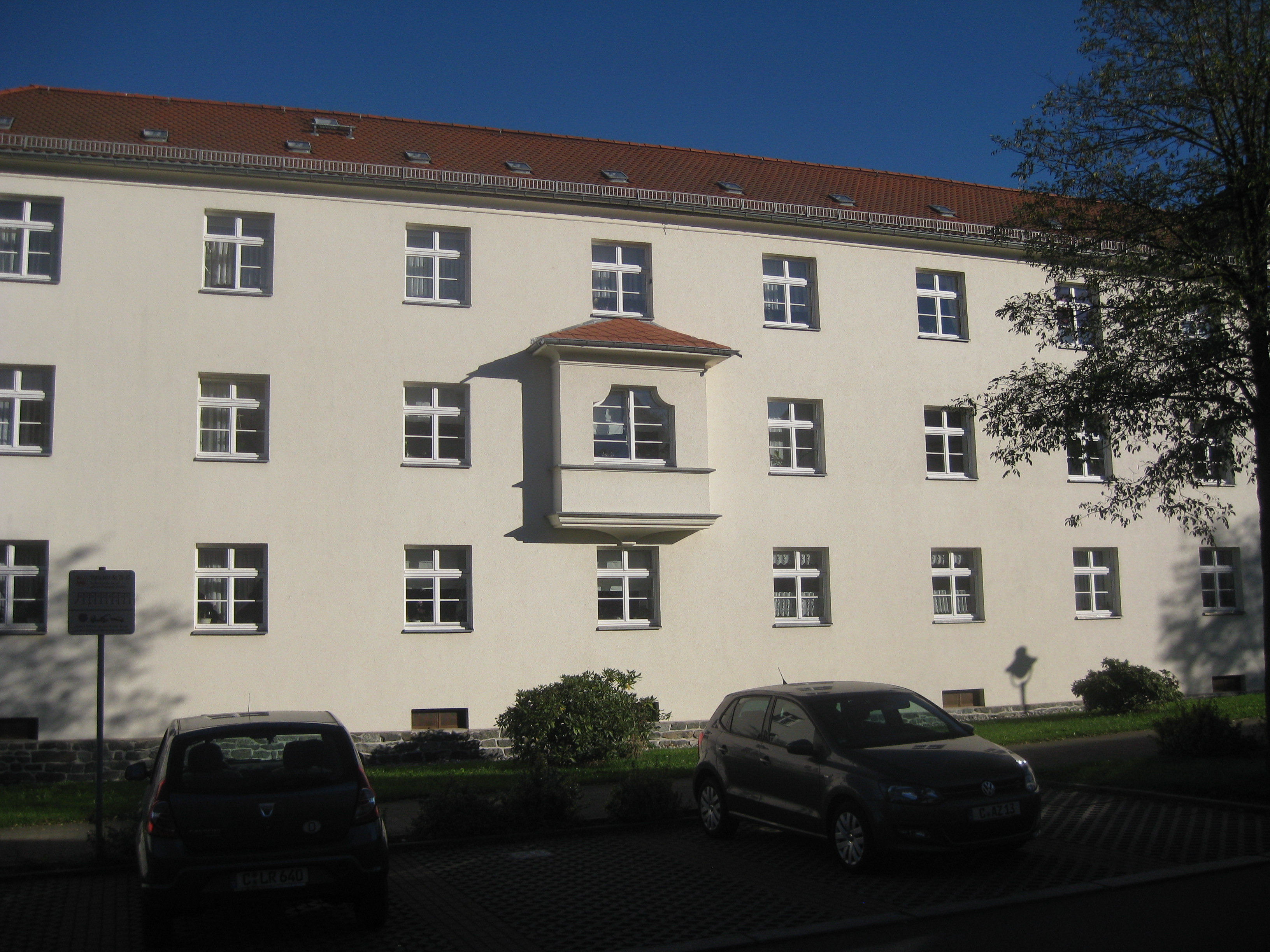
Geibelstraße, Gartenstadt
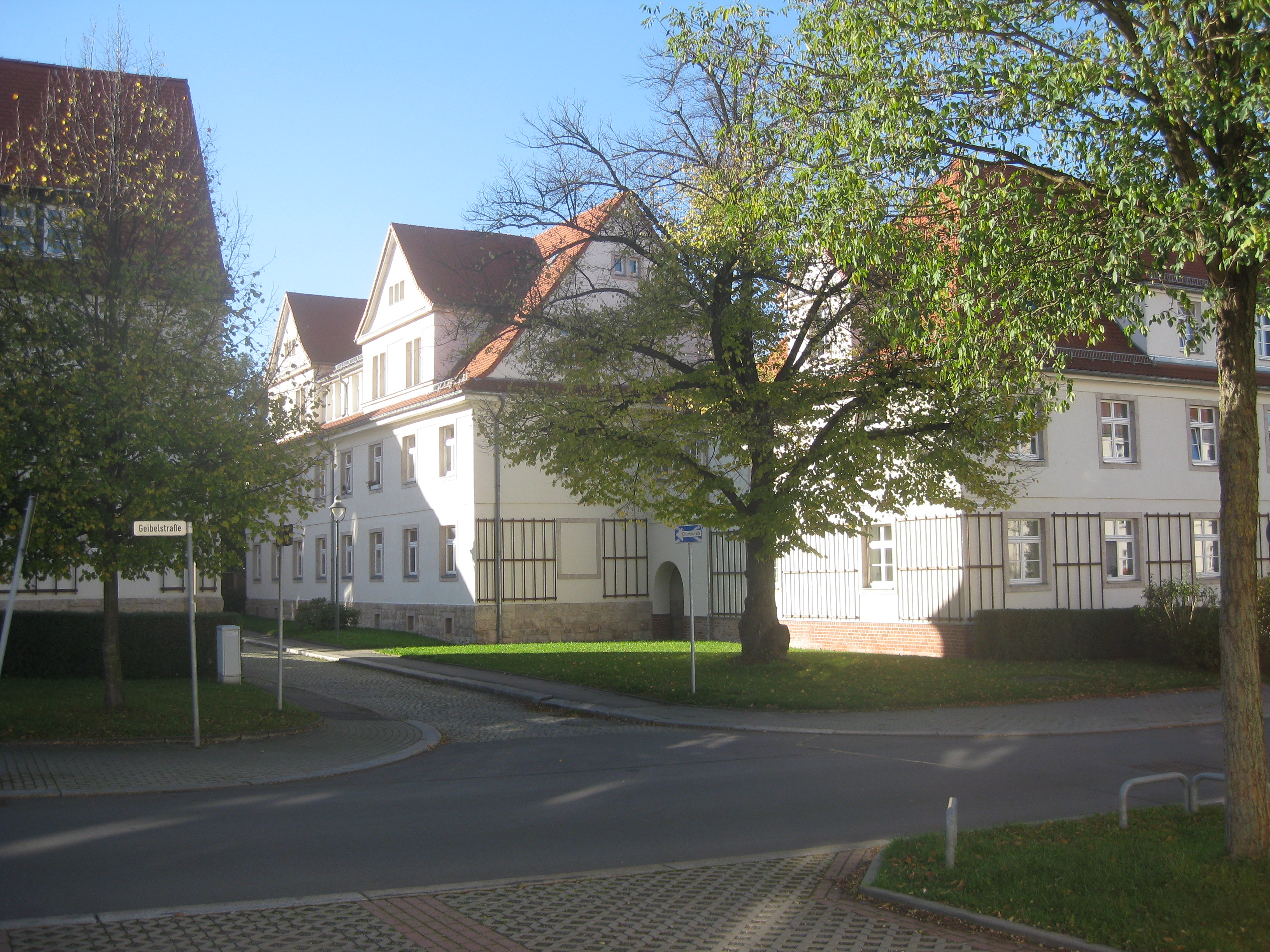
Blumensteig, Gartenstadt
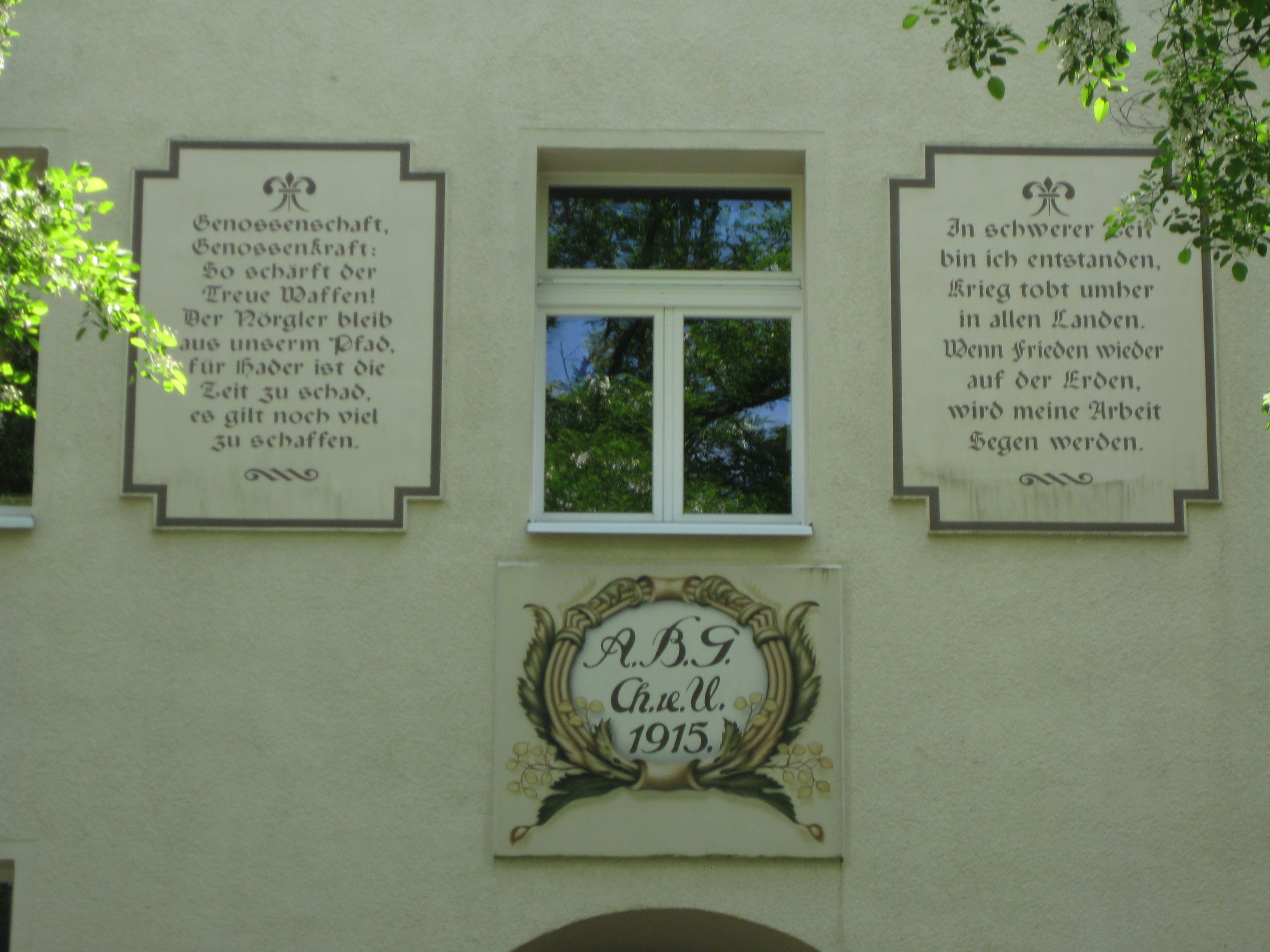
Sinnspruch in der Gartenstadt